# Daniel Eberstein
Daniel Eberstein, ursprungligen Oxelgren, född 1764, död 24 oktober 1810, var en svensk grosshandlare, riksdagsledamot och politiker.

## Biografi
Daniel Eberstein föddes 1764. Han var son till handlanden Peter Oxelgren (1728–1779) och Susanna Maria Eberstein i Norrköping men upptogs som fosterson av sin morbror. Eberstein verkade som grosshandlare i Norrköping och avled 1810.
Eberstein var riksdagsledamot för borgarståndet i Norrköping vid riksdagen 1809–1810.

### Familj
Eberstein gifte sig 1795 med Hedvig Maria Broms.